# Edvan Bakaj
Edvan Bakaj (n. 7 iulie 1987, Albania), cunoscut și sub numele Ed Bakaj este un fotbalist albanez care joacă pe post de portar la clubul KS Besa Kavajë.